# Fortunata y Jacinta
Fortunata y Jacinta est un roman de l'écrivain espagnol Benito Pérez Galdós publié en quatre volumes entre janvier et juin 1887, dans le cycle de Las novelas españolas contemporáneas (Les romans espagnols contemporains). Selon l'opinion majoritaire de la critique littéraire, il s'agit du meilleur roman de son auteur, et joint à la Regenta de Leopoldo Ailes, un des plus populaires et représentatifs du réalisme littéraire espagnol et du roman espagnol du siècle XIX. Situé dans le Madrid de la deuxième moitié du dit siècle, il relate les vies croisées de deux femmes de différente extraction sociale unies par un destin tragique.

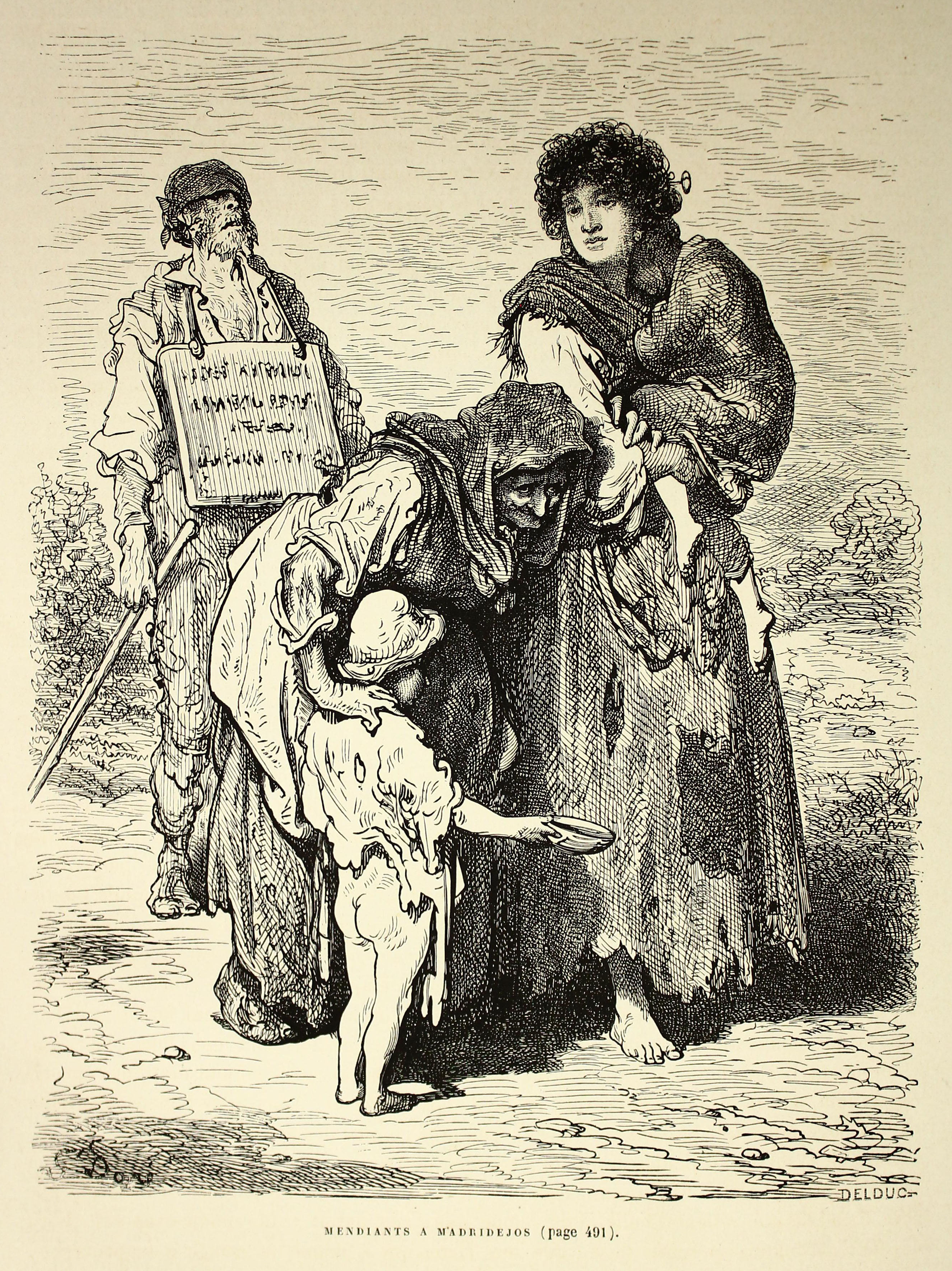
Mendiants de Madridejos, vus par Doré en 1862, pour L'Espagne, livre de voyages du Baron Davillier (1874).

## Adaptation
En plus de diverses adaptations théâtrales, une adaptation au cinéma se distingue par le film homonyme dirigé par Angelino Fons en 1970. Le roman fait également l'objet d'une série télévisée dirigée par Mario Camus et diffusée à la télévision espagnole en 1980.